# Skabbgrundet
Skabbgrundet var ett naturreservat i Piteå kommun i Norrbottens län.
Området var naturskyddat från 1997 och var 0,4 kvadratkilometer stort. Det uppgick 6 december 2018 i naturreservatet Kallfjärden. Reservatet omfattade ett låglänt skär i Piteå norra skärgård med skog av björk och rönn med spridda barrträd.